# Strada statale 534 di Cammarata e degli Stombi
La strada statale 534 di Cammarata e degli Stombi (SS 534) è una strada statale italiana, che collega l'Autostrada A2 con la costa jonica presso Sibari. La sua importanza l'ha portata ad essere classificata come strada europea E844.

## Storia
La strada è stata creata negli anni sessanta con percorso da Firmo al bivio con la ex SS 19, riprendeva dal bivio di Cammarata (Castrovillari) per Cassano all'Ionio e la frazione di Doria, fino al bivio di Stombi sulla SS 106.
Negli anni settanta fu costruito un nuovo tratto, dall'incrocio con la SS 19, parallelo al precedente, con caratteristiche di strada a scorrimento veloce fino al bivio di Stombi e fu creato anche lo svincolo con l'autostrada A3.
In seguito al decreto legislativo n. 112 del 1998, dal 2002 la gestione del tratto iniziale da Firmo allo svincolo Firmo/Sibari/Saracena dell'Autostrada A2 è passata dall'Anas alla Regione Calabria, che ha provveduto al trasferimento dell'infrastruttura al demanio della Provincia di Cosenza che ha provveduto a riclassificarla come strada provinciale 265 ex SS 534 di Firmo (SP 265).
La realizzazione di un ulteriore tratto, inizialmente classificato come nuova strada ANAS 274 Raccordo del canale Stombi (NSA 274) lungo circa 3 km fino al bivio de i Casoni (comune di Cassano allo Ionio) con la strada statale 106 radd Jonica, ha portato ad una revisione dei capisaldi dell'itinerario che coincide ora con la tratta in gestione Anas, ovvero dall'A2 fino all'innesto con la SS 106 radd in località Sibari.
Dal 2014 al dicembre 2018 la strada statale è stata interessata da lavori di adeguamento alla categoria B, ovvero a due corsie per senso di marcia, con annesse complanari, dal km 0 al km 14, da dove partirà il terzo macrolotto della SS 106 a due corsie per senso di marcia, che si ricongiungerà al tratto ammodernato della SS 106 al km 400, nel comune di Roseto Capo Spulico. Nell'agosto 2017 è avvenuta l'apertura di un primo tratto ammodernato dallo svincolo di Spezzano Albanese (km 6,300) al tratto terminale dei lavori in corso (km 14). Nell'agosto 2018 è stato aperto un altro tratto, dalla SP 174 allo svincolo di Spezzano Albanese, mentre il tratto iniziale fino alla A3 è stato terminato nel dicembre 2018.
Nei pressi del km 14 è attualmente interessata dai lavori del Megalotto 3, per creare la congiunzione con la futura variante della SS106, che servirà ad evitare i paesi dell'alto Ionio cosentino e agevolare i collegamenti tra la A2 e la A14.

## Tabella percorso
| STRADA STATALE 534 di Cammarata e degli Stombi |                                                                               |      |      |                |
| Tipo                                           | Indicazione                                                                   | ↓km↓ | ↑km↑ | Strada europea |
|                                                | SP 265 SS 534 di Firmo - Lungro                                               | 0,0  | 21,3 |                |
|                                                | Salerno-Reggio Calabria del Mediterraneo                                      | 0,0  | 21,3 |                |
|                                                | Inizio tratto a 2 carreggiate                                                 | 0,0  | 21,3 |                |
|                                                |                                                                               | 0,9  | 20,4 |                |
|                                                | Zona industriale - uscita solo direzione Sibari, entrata solo direzione Firmo | 2,0  | 19,2 |                |
|                                                | ex delle Calabrie Spezzano Albanese - Castrovillari                           | 2,9  | 18,1 |                |
|                                                | delle Terme Luigiane Spezzano Albanese Terme                                  | 6,3  | 13,8 |                |
|                                                | Cassano all'Ionio Terme Sibarite - Doria                                      | 11,0 | 10,3 |                |
|                                                | Termine tratto a 2 carreggiate                                                | 14,0 | 7,3  |                |
|                                                | Area di servizio                                                              | 15,0 | -    |                |
|                                                | Jonica Corigliano Calabro - Stazione di Sibari                                | 17,8 | 3,3  |                |
|                                                | C.da Lattughelle                                                              | 20,9 | 0,4  |                |
|                                                | Jonica Taranto - Trebisacce - Reggio Calabria - Rossano                       | 21,3 | 0,0  |                |